# Grauspitz
Le Grauspitz (appelé Vorder Grauspitz sur certaines cartes) est un sommet du massif du Rätikon, situé dans les Alpes orientales centrales, à la frontière entre la Suisse et le Liechtenstein. D'une hauteur de 2 599 mètres, il est le point culminant du Liechtenstein.